# Дискова операционна система
 Тази статия е за общото название.  За конкретните ОС вижте DOS (пояснение).  
Дискова операционна система (като генерично название) (на английски: disk operating system, съкратено DOS), е семейство операционни системи (предимно за персонални компютри), ориентирани към използването на дисково устройство като флопи диск, твърд диск или дискета за организиране на файловите системи.
В ранните дни на микрокомпютрите компютърната памет често е ограничена, така че се налага зареждане на допълнителна памет за правилна работа, като този компонент, наречен DOS (дискова операционна система), се зарежда при нужда. Такава е например Atari DOS използвана при 8-битовите компютри Atari. Основната операционна система Atari OS предоставя достъп до дисковете само на ниско ниво, затова се налага зареждането на допълнителен слой системен софтуер, наречен DOS, за функциите от по-високо ниво като управление на файловите системи.
В други случаи дискова операционна система се отнася до цялата операционна система, в този случай тя се зарежда изцяло от диск и поддържа дисковите устройства. Такава е например DOS/360 за мейнфрейм компютрите на IBM. При платформата на PC-съвместимите компютри има цяло семейство операционни системи, наречено DOS, като най-популярната от тях е тази на Майкрософт - MS-DOS.